# Peter Schickele
Peter Schickele, né le 17 juillet 1935 à Ames (Iowa) et mort le 16 janvier 2024 à Bearsville (en) (État de New York), est un compositeur américain.

## Biographie
Johann Peter Schickele naît le 17 juillet 1935 à Ames dans l'Iowa de parents d’origine alsacienne,.
Adolescent, il est inspiré par la musique de Spike Jones. Il commence ses études musicales à Fargo puis étudie au Swarthmore College, où il obtient un Bachelor of Arts en 1957, et travaille également la composition avec Roy Harris à Pittsburgh (été 1954) et Darius Milhaud à l'Aspen Music School. Il entre ensuite à la Juilliard School, où il est élève de Vincent Persichetti et William Bergsma, et obtient un Master of Science en 1960,,.
Après l'obtention de son diplôme, il enseigne à la Juilliard School entre 1961 et 1965.
Peter Schickele est surtout renommé pour sa série de disques de « musique classique humoristique » composée par P. D. Q. Bach (1742-1807). C’est là une œuvre totalement déjantée, d’une incroyable drôlerie, dans la plus grande tradition des concerts de Gerard Hoffnung ou des « recherches musicographiques » des Monty Python. Le compositeur lui-même tient son propre site Web, anime des tournées exceptionnelles durant lesquelles sont interprétées des œuvres de P.D.Q. Bach, et commet parfois des émissions de radio sur PBS, la chaîne éducative américaine.

### Mort
Peter Schickele meurt le 16 janvier 2024 à son domicile de Bearsville dans l'État de New York à l'âge de 88 ans,.

## Discographie
Sa discographie importante compte notamment (dans l’ordre inverse de parution, du plus récent au plus ancien) :
- The Short-Tempered Clavier and Other Dysfunctional Works for Keyboard
- Two Pianos Are Better Than One
- Music for an Awful Lot of Winds and Percussion
- WTWP Classical Talkity-talk Radio
- Oedipus Tex and Other Choral Calamities (probablement l'un des plus drôles et des plus simples à comprendre pour les anglophones débutants)
- 1712 Overture and Other Musical Assaults
- P.D.Q. Bach: A Little Nightmare Music
- P.D.Q. Bach: Music You Can’t Get Out of Your Head
- P.D.Q. Bach: Liebeslieder Polkas
- P.D.Q. Bach: Black Forest Bluegrass
- Portrait of P.D.Q. Bach
- The Intimate P.D.Q. Bach
- P.D.Q. Bach’s Half-Act Opera: “The Stoned Guest”
- Report from Hoople: P.D.Q. Bach on the Air
- An Hysteric Return: P.D.Q. Bach at Carnegie Hall
- An Evening with P.D.Q. Bach (1807-1742)?

Chaque titre constitue à lui seul un jeu de mots en anglais, que l'on tentera vainement de traduire en français par « Clavier Bien-Gâché » ou encore « Chaconne à son goût ».
Quelques compilations viennent compléter cette œuvre.

## Filmographie
- The Crazy-Quilt (1966)
- Funnyman (1967)
- Oh! Calcutta! (1972) — Peter Schickele composa la musique de cette revue théâtrale en 1969 avec deux autres musiciens.
- Silent Running (1972)
- The Abduction of Figaro (1984)
- Fantasia 2000 (1999)

### Série télévisée
- 1, rue Sésame (1969)